# Chen Kun (Baseballspieler)
Chen Kun (chinesisch 陳坤 / 陈坤, Pinyin Chén Kūn; * 5. März 1980 in Panzhihua, Sichuan) ist ein chinesischer Baseballspieler. Er nahm 2008 mit der chinesischen Delegation an den Olympischen Sommerspielen in Peking teil.